# Wojciech Stawowy
Wojciech Andrzej Stawowy (Cracovia, 28 gennaio 1966) è un allenatore di calcio e dirigente sportivo polacco.